# Kolos Kováts
Pour les articles homonymes, voir Kovats.
Kolos Kováts est un chanteur lyrique (basse) hongrois, né à Mohács (Hongrie) le 31 janvier 1948. Il a également joué dans quatre films.

## Biographie
Kováts a fait ses études musicales à l'Académie de musique Franz-Liszt à Budapest de 1966 à 1970. Dès la fin de ses études, il est engagé à l'opéra de Budapest, et tient son premier rôle Padre Guardiano dans  La Force du destin (La forza del destino) de Giuseppe Verdi. Il obtient ses premiers succès dans l'opéra  Hamlet de son compatriote Sándor Szokolay (1931-2013), et dans Le Couronnement de Poppée (L'incoronazione di Poppea) de Claudio Monteverdi. 
Il se produit sur les scènes des opéras de Rome, Rio de Janeiro, Prague, Moscou, Vienne, Helsinki, Le Caire, Leipzig, Milan, New York.
Ses principaux rôles sont :
- Sarastro dans La Flûte enchantée (Die Zauberflöte) de Mozart,
- Zaccaria dans Nabucco de Verdi
- Le Commandeur dans Don Giovanni de Mozart,
- Prince Grémine dans Eugène Onéguine de Tchaikovski,
- Dossifey  dans La Khovanchtchina de Moussorgski
- Barbe-Bleue dans Le Château de Barbe-Bleue (A Kékszakállú herceg vára) de Bartók,
- Méphistophélès dans Faust de Gounod,
- Colline dans La Bohème de Puccini
- Pimène dans Boris Godounov de Moussorgski

## Prix
- 1er Prix Concours de Rio de Janeiro (1973)
- 1er Prix Concours Tchaikovski de Moscou (1974)

## Choix d'enregistrements
- Guillaume Tell de Rossini (dir. Lamberto Gardelli) (EMI Classics, 1972 [CD: 7 69951 2])
- Médée de Cherubini (dir. Lamberto Gardelli) (Hungaroton, 1978 [CD: HCD 11904-05])
- Le Château de Barbe-Bleue de Béla Bartók (Orchestre philharmonique de Londres, dir. Georg Solti) (DVD Decca, 1981)
- Arias de Verdi (Hungaroton HCD 31650)
- Symphonie n° 9 de Beethoven, (Orchestre philharmonique de Dresde, dir. Herbert Kegel)

## Filmographie partielle
- 2005 : Johanna